# Virtuosity
Virtuosity is een Amerikaanse film uit 1995 geregisseerd door Brett Leonard. De hoofdrollen worden vertolkt door Denzel Washington en Kelly Lynch.

## Verhaal
De ex-politieagent Parker Barnes (Denzel Washington) zit in de gevangenis voor moord. Hij wordt eruit gehaald om deel te nemen aan een proefprogramma over de virtuele werkelijkheid. Maar tijdens een testmissie loopt het mis. De computersimulatie van een misdadiger, SID 6.7 (Russell Crowe), ontsnapt uit de virtuele werkelijkheid en zaait terreur. Het is nu Parkers taak om hem te stoppen.

## Rolverdeling
| Acteur             | Personage              |
| ------------------ | ---------------------- |
| Denzel Washington  | Lt. Parker Barnes      |
| Kelly Lynch        | Dr. Madison Carter     |
| Russell Crowe      | SID 6.7                |
| Stephen Spinella   | Dr. Darrel Lindenmeyer |
| William Forsythe   | William Cochran        |
| Louise Fletcher    | Elizabeth Deane        |
| William Fichtner   | Wallace                |
| Costas Mandylor    | John Donovan           |
| Kevin J. O'Connor  | Clyde Reilly           |
| Kaley Cuoco        | Karin                  |
| Christopher Murray | Matthew Grimes         |

## Trivia
- Denzel Washington nam de rol omdat zijn zoon het graag wou.